# Slap Happy Lion
«Slap Happy Lion» (в русском переводе «Обалдевший лев») — короткометражный мультипликационный комедийный фильм, выпущенный в 1947 году компанией Metro-Goldwyn-Mayer. Режиссёр Текс Эвери, продюсер Фред Куимби, сценарист Хек Аллен, мультипликаторы: Рэй Абрамс, Роберт Бэнтли, Уолтер Клинтон, композитор Скотт Брэдли.

## Сюжет
В начале фильма зрителя знакомят с содержащимся в цирке львом, который ведёт себя неадекватно. Лев поглощает в огромных количествах медикаменты, алкоголь и сигареты и явно страдает от нервного расстройства. Далее в кадр попадает мышонок, который, наблюдая за тем, как льва увозят на кресле-каталке, сочувственно цокает языком и говорит: «Совсем плохой стал. А знаете почему? Его напугала мышь!»
Далее история переносится в Африку, в период, предшествовавший встрече льва с мышонком: в то время лев был настоящей грозой джунглей и не боялся никого, наоборот, его оглушительный рык мог испугать кого угодно. Но случилось так, что лев встретил мышонка (с которым зрителя познакомили в начале фильма) и испугался его.
После этого фильм рассказывает о том, как лев сначала пытался поймать мышонка и съесть его, но после нескольких неудачных попыток, показавших, что мышонок проворней и хитрее его, поменялся с ним ролями. Теперь уже маленький мышонок гонялся за львом, изводил своими проделками и постепенно расшатывая его психику, доведя в конце концов до нервного срыва.
В конце фильма присутствует финальная заставка мультсериала «Том и Джерри» производства той же студии.